# いであやか
いで あやか（1993年7月19日 - ）は、日本の女性シンガーソングライター。旧芸名・本名は井手綾香（読みは同じ）。

所属芸能事務所はケイダッシュステージ、所属レコードレーベルはビクターエンタテインメント傘下のColourful Records。

## 来歴
宮崎県串間市出身。4歳のときにピアノを弾き始め、小学校1年生から中学校3年生にかけてピアノの技術を習う。
中学2年生のとき、初のオリジナル曲「未来への扉」を制作。その曲を知り合いに聴かせたことがきっかけとなり、2009年にインディーズアルバム『TOY』をリリースする。
2011年3月16日、ビクターエンタテインメントからミニアルバム『Portrait』をリリースし、メジャー・デビューを果たす。このミニアルバムの収録曲のうち、「雲の向こう」はハイチオールCプラスのCMソングに起用され、同年4月のCM放送開始直後から話題を集める。また、同年8月3日にリリースされたミニアルバム『Portfolio』は、iTunes Rewind 2011のJ-POP部門でベストブレークスルーアルバムに選出された。
2012年3月1日に高校を卒業。卒業後、6月22日から6月29日にかけて自身初のライブツアー「1st TOUR ～atelier～」を開催し、8月26日には日本人アーティストとしてはメジャー・デビューから最速でMTVアンプラグドに出演を果たす。
2015年4月3日、芸名をひらがなの「いであやか」に改名したことをブログで発表した。
2020年4月、「いであやか」から「井手綾香」に再改名。
2025年3月、結婚を発表。8月13日、第1子妊娠を報告。

## 人物像

### 家族

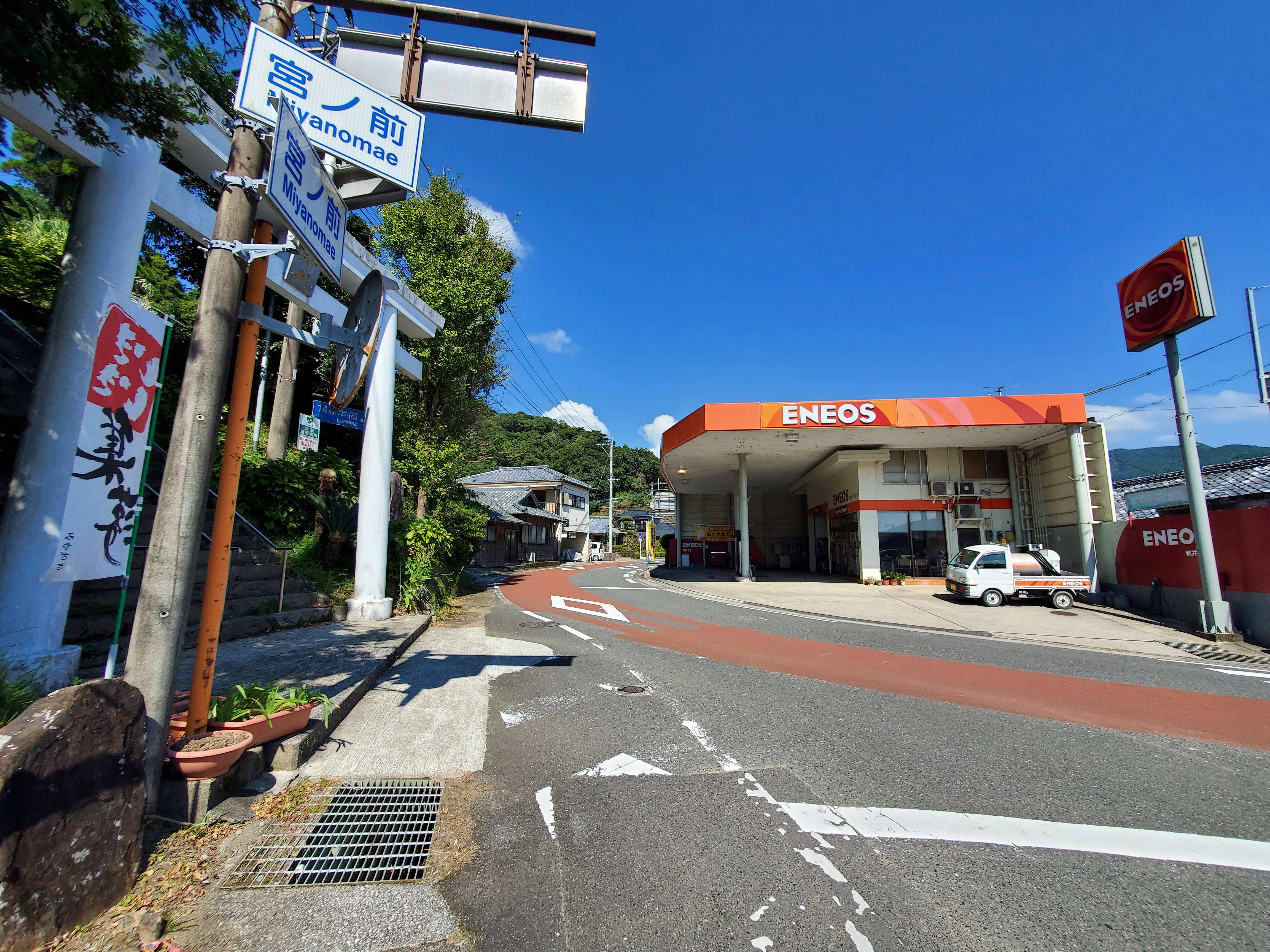
実家のガソリンスタンド（2021年撮影）

井手は、アメリカ人の母親と日本人の父親との間に生まれたハーフである。母親は元プロダンサーで、父親もビートルズのコピーバンドでドラマーとして活動していた経歴を持つ。両親、とりわけ父親は1960年代から1980年代の洋楽を好んでおり、洋楽のサウンド感は井手の音楽にも影響を与えている。ロケみつの「西日本横断ブログ旅編」で、桜 稲垣早希が井手の母親がいるガソリンスタンドに偶然、訪れている。その縁で番組にもゲスト出演した。
また、母方の祖父はアメリカのトロンボーン奏者・ビル・ワトラスである。ワトラスとはアルバム『atelier』に収録された曲「ひだり手」で共演を果たした。

### 宮崎県との関係
宮崎県串間市で生まれ育ち、2012年5月現在も串間市に在住する。音楽活動は、地元と東京を往復する形で行っている。
井手のミュージック・ビデオには、串間市を舞台にして撮影された作品が複数ある。中でも、都井岬を舞台に撮影された「あのね」「雲の向こう」「愛をつなごう」のミュージック・ビデオは「都井岬三部作」とされている。
また、アルバム『atelier』の収録曲「輝く海」は、NHK宮崎放送局のキャンペーン「ファイト!みやざき」の復興応援ソングとして制作された曲である。楽曲の制作過程は、2012年2月にドキュメンタリー「届け!復興のメロディー ～井手綾香の曲作りに密着～」としてNHKで放送された。
2014年にミス・ユニバース・ジャパン宮崎代表に選ばれたモデルの島田七実は同級生。
串間市内のすべての中学校が統合して開校予定である串間市立串間中学校の校歌を手掛けた。

### 絵
ミュージック&アートスクール出身の母親の影響で絵に興味を持ち、高校では芸術学科で絵を学んだ。ディスクジャケットの一部は井手自身がデザインを手掛けており、インディーズアルバム『TOY』では都井岬の馬をイメージしたキャラクターを描き、ミニアルバム『Portrait』『Portfolio』では自画像を描いている。

## 音楽性
伸びのある歌声と煌びやかな旋律が特徴。特に歌声については、MTVアンプラグドに出演した際に「伸びやかな歌声で観客の心に深く強い余韻を残した」と評されており、hotexpressの今翔平から「透き通るような歌声が非常に心地よい」という評価を受けた。
彼女の音楽は「歌とピアノ」を中心に構成されており、自身で弾き語りも行う。特に2011年に発表したミニアルバム『Portrait』『Portfolio』は収録曲が全て歌声とピアノのみで構成されており、『Portrait』に参加した朝本浩文からは「ピアノと声だけで充分、彼女の様々なバックボーンが伝わる」と評された。
楽曲制作では自然の風景から着想を得ることが多く、彼女の歌詞には自然を感じさせる言葉が多数登場する。

## ディスコグラフィー

### メジャー

#### シングル
| 枚  | 発売日        | タイトル                     | 規格品番   | 最高位 | 備考                                                              |
| --- | ------------- | ---------------------------- | ---------- | ------ | ----------------------------------------------------------------- |
|     | 2011年6月22日 | 雲の向こう                   | VIZL-423   | 170    | 「スペシャル・パッケージシングル」としてリリース                  |
| 1st | 2012年1月25日 | きっと、ずっと               | VICL-36678 | 200    | NHKテレビ・ドラマ「タイトロープの女」主題歌                       |
| 2nd | 2012年3月21日 | ヒカリ                       | VICL-36693 | 156    | プロクター・アンド・ギャンブル・ジャパン「パンテーン」CMソング    |
| 3rd | 2012年8月15日 | つばさ                       | VICL-36711 | 114    | プロクター・アンド・ギャンブル・ジャパン「パンテーン」CMソング    |
| 4th | 2013年7月17日 | 235 / 消えてなくなれ、夕暮れ | VICL-36796 | 177    | プロクター・アンド・ギャンブル・ジャパン「パンテーン」CMソング 他 |

#### 配信限定シングル
- 輝きの中で（2011年11月16日リリース[41]）
- 少しずつ（2011年12月14日リリース[42]）
- Growin' Up（2012年9月19日リリース[43]）
- 白い花束（2012年10月10日リリース[44]）
- 君と一緒なら（2013年3月20日リリース）
- I won't last a day without you（2014年4月23日リリース）
- さがしもの（2015年8月12日リリース）
- アンブレラ（2015年12月9日リリース）
- Happy New Year（2016年12月14日リリース）

#### スタジオ・アルバム
| 枚  | 発売日        | タイトル       | 規格品番                                     | 最高位 |
| --- | ------------- | -------------- | -------------------------------------------- | ------ |
| 1st | 2012年4月25日 | atelier        | VIZL-463（初回限定盤） VICL-63849（通常盤）  | 35     |
| 2nd | 2014年4月16日 | ワタシプラス   | VIZL-655（初回限定盤） VICL-64144（通常盤）  | 65     |
| 3rd | 2017年4月12日 | A.I. ayaka ide | VIZL-1110（初回限定盤） VICL-64713（通常盤） | 137    |

#### ミニアルバム
| 枚  | 発売日        | タイトル  | 規格品番   | 最高位 |
| --- | ------------- | --------- | ---------- | ------ |
| 1st | 2011年3月16日 | Portrait  | VICL-63707 | -      |
| 2nd | 2011年8月3日  | Portfolio | VICL-63761 | 128    |

#### 配信限定アルバム
- Brightness（2013年4月17日リリース）

### インディーズ

#### アルバム（インディーズ）
| 枚  | 発売日       | タイトル | 規格品番 | 備考                   |
| --- | ------------ | -------- | -------- | ---------------------- |
| 1st | 2009年7月8日 | TOY      | NCS-703  | 九州・山口地方限定販売 |

## 参加作品
- SHE LOVES YOU（2012年10月24日発売）
  - 「Namidairo」をカバー[46]。

## タイアップ
| 楽曲                           | タイアップ                                                         |
| ------------------------------ | ------------------------------------------------------------------ |
| 雲の向こう                     | エスエス製薬「ハイチオールCプラス」CMソング                        |
| 君からのメッセージ             | TBS系『COUNT DOWN TV』2011年8月度エンディング・テーマ              |
| きっと、ずっと                 | NHK総合ドラマ10『タイトロープの女』主題歌                          |
| 少しずつ                       | パンテーン シンデレラproject WEBムービー『ウインターソング』主題歌 |
| 未来への扉                     | パンテーン シンデレラproject WEBムービー『さくらいろ』主題歌       |
| ヒカリ                         | パンテーン 2012年春CMイメージソング                                |
| 風をつかまえて                 | 代々木ゼミナール 2012年 CMソング                                   |
| つばさ                         | パンテーン 2012年夏CMソング                                        |
| 眩しく優しく強く               | フジテレビ系『めざにゅ〜』テーマソング                             |
| ヒトミ色                       | DVD『にゃんこ THE MOVIE 5』主題歌                                  |
| Growin' Up                     | パンテーン 2012年秋CMソング                                        |
| 白い花束                       | パンテーン シンデレラproject WEBムービー『リアルパートナー』主題歌 |
| 飾らない愛                     | NHK BSプレミアム プレミアムよるドラマ『今夜は心だけ抱いて』主題歌  |
| I won't last a day without you | NHK BSプレミアム プレミアムよるドラマ『今夜は心だけ抱いて』挿入歌  |
| マリーゴールド                 | JX日鉱日石エネルギー『ENEOS SUSTINA』CMソング                      |
| さがしもの                     | クラレ『高梨沙羅 前進』篇 CMソング                                 |

## 出演番組

### テレビ
- ロケみつ ザ・ワールド（毎日放送、2012年9月6日、2013年6月20日）
- ミュージックドラゴン（日本テレビ、2013年7月20日）
- ライブB♪（TBS、2014年4月29日）
- 水曜歌謡祭（フジテレビ、2015年4月15日 -）

### ラジオ
- atelier（α-STATION、2012年4月6日[52] - 2013年3月29日）
- AYAKA plus （mrt宮崎放送、2015年4月より）